# اکرم بورا
اکرم بورا (ترکی استانبولی: Ekrem Bora; زاده ۷ مارس ۱۹۳۴ – درگذشته ۱ آوریل ۲۰۱۲) هنرپیشه اهل ترکیه بود. وی بین سال‌های ۱۹۵۵ تا ۲۰۱۰ میلادی فعالیت می‌کرد.
او در بیش از ۱۵۰ فیلم بازی کرده است.